# Saint-Bresson (Haute-Saône)
Saint-Bresson ist eine Gemeinde im französischen Département Haute-Saône in der Region Bourgogne-Franche-Comté.

## Geographie
Saint-Bresson liegt auf einer Höhe von 425 m über dem Meeresspiegel, elf Kilometer nordöstlich von Luxeuil-les-Bains und etwa 40 km nordöstlich der Stadt Vesoul (Luftlinie). Das Dorf erstreckt sich im äußersten Nordosten des Départements, in den südwestlichen Vogesen, in der Talmulde des Raddon.
Die Fläche des 26,60 km² großen Gemeindegebiets umfasst einen Abschnitt der von Tälern durchzogenen Plateaulandschaft am Westrand der Vogesen. Von Nordosten nach Südwesten wird das Gebiet vom Tal des Raddon durchquert, der für die Entwässerung zum Breuchin sorgt. Die flache Talaue liegt durchschnittlich auf 420 m und weist eine Breite von maximal einem Kilometer auf. Sie wird überwiegend landwirtschaftlich genutzt.
Das Tal des Raddon ist ungefähr 150 m tief in das umgebende Hochplateau eingesenkt. Die Talhänge werden durch die Erosionsrinnen verschiedener kurzer Seitenbäche des Raddon untergliedert. Nach Süden und Südosten erstreckt sich das Gemeindeareal auf das Hochplateau, das die Täler von Raddon und Breuchin trennt und auf 550 bis 600 m liegt. Das Plateau zeigt ein lockeres Gefüge von Wald, Weideland, Heidelandschaften und Mooren. In Muldenlagen befinden sich zahlreiche kleine Seen, die überwiegend natürlichen Ursprungs sind und während der Eiszeit durch Gletscherschliff entstanden. Einige wurden auch aufgestaut und dienen zur Fischzucht.
Nördlich des Raddon schließt ein weiteres Plateau an, das im Norden vom Tal der Combeauté begrenzt wird. Es ist teils bewaldet (Bois Communal und Bambois), teils mit Wies- und Weideland bestanden. Mit 710 m wird ganz im Nordosten, im Bereich des Grand Roncey, die höchste Erhebung von Saint-Bresson erreicht. In geologisch-tektonischer Hinsicht bestehen die Höhen teils aus Sedimenten, die während der Lias abgelagert wurden, teils tritt das kristalline Grundgestein zutage. Auf den Höhen wie auch in den Tälern finden sich Ablagerungen des Quartärs. Das gesamte Gemeindegebiet gehört zum Regionalen Naturpark Ballons des Vosges.
Zu Saint-Bresson gehören neben dem eigentlichen Ort auch zahlreiche Weiler und Gehöfte:
- Les Maires-d'Avaux (380 m) im Tal des Raddon
- Les Granges du Bois (505 m) auf der Hochfläche nördlich des Raddon
- Les Fouillies de la Goutte (530 m) in der Mulde eines nördlichen Seitentals des Raddon
- Les Prés Benons (600 m) auf der Hochfläche nördlich des Raddon
- La Corbière (617 m) auf der Hochfläche nördlich des Raddon am Rand des Bambois
- Les Vaubourgs (585 m) auf der Hochfläche nördlich des Raddon
- Rovillers (445 m) im Tal des Raddon
- Le Fahys (539 m) auf der Hochfläche südlich des Raddon
- Les Mottots (554 m) auf der Hochfläche südlich des Raddon
- Le Mont du Tronc (635 m) im Quellgebiet des Raddon am Rand des Bambois

Nachbargemeinden von Saint-Bresson sind Le Val-d’Ajol und La Longine im Norden, Amont-et-Effreney im Osten, Sainte-Marie-en-Chanois, Amage und Raddon-et-Chapendu im Süden sowie Fougerolles-Saint-Valbert mit Fougerolles im Westen.

## Geschichte
Erstmals urkundlich erwähnt wird Saint-Bresson im Jahr 1240 unter dem Namen Summus Bresson. Im Verlauf der Zeit entwickelte sich der Ortsname über Sim Bresson zu Saint-Bresson. Im Mittelalter gehörte das Dorf zur Freigrafschaft Burgund und darin zum Gebiet des Bailliage d’Amont. Die lokale Herrschaft hatten die Äbte des Klosters Luxeuil inne. Zusammen mit der Franche-Comté gelangte der Ort mit dem Frieden von Nimwegen 1678 definitiv an Frankreich. Bei Saint-Bresson wurden vom 15. bis zum 17. Jahrhundert Blei- und Silbererzminen ausgebeutet. Im 19. Jahrhundert erlangte der Abbau von hochwertigem Granit Bedeutung. Heute ist Saint-Bresson Mitglied des Gemeindeverbandes Communauté de communes du Pays de Luxeuil.

## Bevölkerung
| Jahr                       | 1962 | 1968 | 1975 | 1982 | 1990 | 1999 | 2006 |
| Einwohner                  | 775  | 703  | 601  | 523  | 451  | 408  | 433  |
| Quellen: Cassini und INSEE |      |      |      |      |      |      |      |

Mit 420 Einwohnern (1. Januar 2022) gehört Saint-Bresson zu den kleineren Gemeinden des Départements Haute-Saône. Den Höchststand bezüglich der Einwohnerzahl erreichte Saint-Bresson bereits im Jahr 1831 mit 2431 Personen. Seither nahm die Einwohnerzahl kontinuierlich ab. Erst seit 1990 wurden nur noch geringe Schwankungen verzeichnet.

## Sehenswürdigkeiten

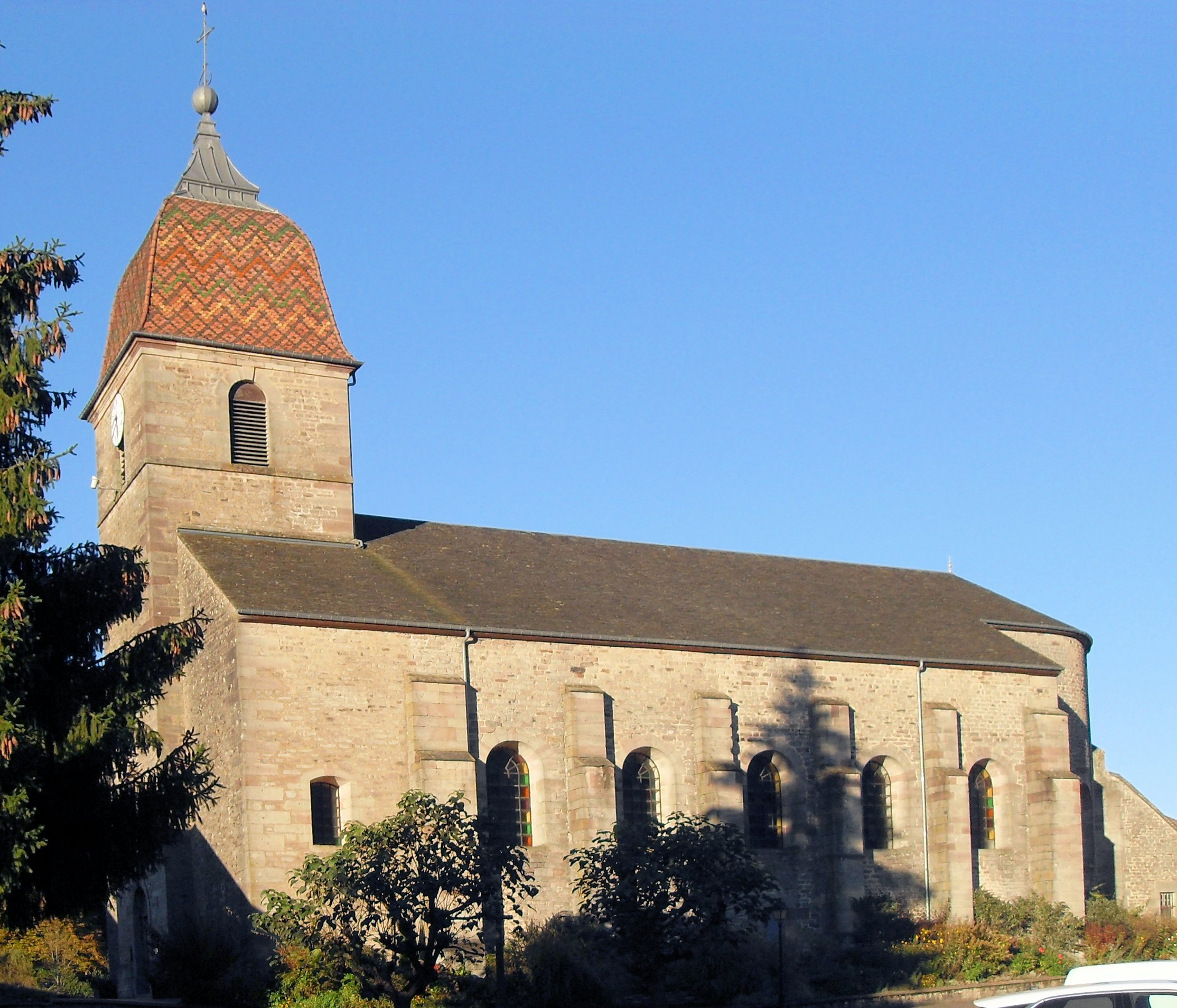
Kirche St. Brictius

Die Dorfkirche St. Brictius in Saint-Bresson wurde im 18. Jahrhundert neu erbaut. Zur Ausstattung gehören das Mobiliar, die reich skulptierte Kanzel, Engel und Statuen aus dem 18. Jahrhundert. Ebenfalls aus dem 18. Jahrhundert stammt die Kapelle Saint-Brice (Dorfpatron von Saint-Bresson), die in neugotischen Stilformen errichtet wurde. Auf dem Gemeindegebiet gibt es zahlreiche Steinkreuze aus dem 17. und 18. Jahrhundert. Sehenswert sind auch die Holzspeicher, von denen der älteste auf das Jahr 1660 datiert.

## Wirtschaft und Infrastruktur
Saint-Bresson war schon sehr früh durch den Bergbau geprägt. Dank des ausgedehnten Gemeindegebietes haben auch die Landwirtschaft (Milchwirtschaft und Viehzucht), die Forstwirtschaft und die Fischzucht eine gewisse Bedeutung. Heute gibt es einige Betriebe des lokalen Kleingewerbes, vor allem in den Branchen Holzverarbeitung und Feinmechanik. In den letzten Jahrzehnten hat sich das Dorf zu einer Wohngemeinde gewandelt. Viele Erwerbstätige sind deshalb Wegpendler, die in den größeren Ortschaften der Umgebung ihrer Arbeit nachgehen.
Die Ortschaft liegt abseits der größeren Durchgangsachsen an einer Departementsstraße, die von Raddon nach Remiremont führt. Weitere Straßenverbindungen bestehen mit Fougerolles, Le Val-d'Ajol und Faucogney-et-la-Mer.